# Rhaphuma nishidai
Rhaphuma nishidai är en skalbaggsart som beskrevs av Hayashi och Makihara 1981. Rhaphuma nishidai ingår i släktet Rhaphuma och familjen långhorningar.
Artens utbredningsområde är Nepal. Inga underarter finns listade i Catalogue of Life.